# Cuenya
Cuenya es una parroquia del concejo de Nava (Asturias), partido judicial de Piloña. Cuenta con una superficie de 11,36 kilómetros cuadrados. En el censo de 2001 contaba con 193 viviendas.
Según el nomenclátor de 2010, comprende las aldeas de Cesa, Cuenya, Pruneda y Verdera. 
Su atracción más importante es la Iglesia San Andrés de Cuenya.